# Non-Stop Erotic Cabaret
Non-Stop Erotic Cabaret é o álbum de estreia da dupla britânica Soft Cell, lançado em 27 de novembro de 1981 pela Some Bizzare Records. O sucesso comercial e de crítica do álbum foi reforçado pelo sucesso de seu primeiro single, uma versão cover da canção "Tainted Love", de Gloria Jones, que liderou as paradas mundiais e se tornou o single britânico mais vendido de 1981. Nos Estados Unidos, como resultado desse sucesso, o álbum teve pedidos antecipados de mais de 200 mil cópias.

## Recepção
| Críticas profissionais        | Críticas profissionais |
| Avaliações da crítica         | Avaliações da crítica  |
| Fonte                         | Avaliação              |
| ----------------------------- | ---------------------- |
| AllMusic                      | [ 3 ]                  |
| Encyclopedia of Popular Music | [ 4 ]                  |
| Pitchfork                     | 8.5/10                 |
| Record Mirror                 | [ 6 ]                  |
| Rolling Stone                 | [ 7 ]                  |
| Rolling Stone Russia          | [ 8 ]                  |
| Select                        | 4/5                    |
| Smash Hits                    | 8½/10                  |
| The Village Voice             | B+                     |

### Reconhecimento
O CMJ New Music Report incluiu Non-Stop Erotic Cabaret em uma lista dos 25 melhores álbuns de rádio universitária de todos os tempos. A revista estadunidense Out o colocou em 66.º em sua lista dos cem melhores e mais gays álbuns (de todos os tempos). Também foi incluído no livro 1001 Albums You Must Hear Before You Die, de Robert Dimery.

## Ficha técnica
Créditos adaptados do encarte de Non-Stop Erotic Cabaret.

### Soft Cell
- Marc Almond – vocal
- David Ball – instrumentos eletrônicos e acústicos

### Músicos adicionais
- Vicious Pink Phenomena – vocal de apoio
- David Tofani – saxofone (faixa 1); clarinete (faixa 3)

### Técnicos
- Mike Thorne – produção
- Don Wershba – engenharia (faixas 1, 3–10)
- Paul Hardiman – engenharia (faixa 2)
- Harvey Goldberg – mixagem
- Nicky Kalliongis – assistente de engenharia
- Andy Hoggman – assistente de engenharia
- Michael Christopher – assistente de engenharia
- Jack Skinner – masterização
- Arun Chakraverti – masterização
- Daniel Miller – produção (reedição de 1996)
- David Ball – produção (reedição de 1996)

### Capa
- Peter Ashworth – fotografia
- Huw Feather – padded cell
- Andrew Prewett – design
- Richard Smith – encarte (reedição de 1996)

## Posição nas paradas musicais
| Parada (1981–1982)                      | Melhor posição |
| --------------------------------------- | -------------- |
| Austrália (Kent Music Report)           | 34             |
| Canadá (RPM Top Albums/CDs)             | 2              |
| Finlândia (Suomen virallinen lista)     | 19             |
| Alemanha (Offizielle Deutsche Charts)   | 23             |
| Nova Zelândia (RMNZ)                    | 7              |
| Suécia (Sverigetopplistan)              | 25             |
| Reino Unido (Official Albums Chart)     | 5              |
| Estados Unidos (Billboard 200)          | 22             |
| Estados Unidos (Top R&B/Hip Hop Albums) | 55             |

| Parada (1982)                  | Posição |
| ------------------------------ | ------- |
| Canadá (RPM Top Albums/CDs)    | 13      |
| Reino Unido (BMRB)             | 20      |
| Estados Unidos (Billboard 200) | 32      |

## Certificações
| Região                                                                                                  | Certificação | Vendas   |
| --- | ------------ | -------- |
| Canadá (Music Canada)                                                                                   | Platina      | 100,000^ |
| Reino Unido (BPI)                                                                                       | Platina      | 300,000^ |
| *números de vendas baseados somente na certificação ^números de vendas baseados somente na certificação |              |          |